# Biała (herb szlachecki)
Biała – polski herb szlachecki.

## Opis herbu
W polu błękitnym podkowa srebrna barkiem w dół, w niej półtora krzyża srebrnego.
Nad tarczą korona szlachecka.

## Najwcześniejsze wzmianki
Nieznane pochodzenie herbu.

## Herbowni
Domaniewski, Ożański, Przełuski, Przyłuski.